# Leutenberg
Leutenberg település Németországban, azon belül Türingiában. Lakosainak száma 2011 fő (2023. december 31.).

## Népesség
A település népességének változása:
| Lakosok száma | 2115 | 2084 | 2030 | 2027 | 2011 |
|               | 2017 | 2019 | 2021 | 2022 | 2023 |